# Hamilton Academical Football Club 2023-2024
Questa voce raccoglie le informazioni riguardanti l'Hamilton Academical Football Club nelle competizioni ufficiali della stagione 2023-2024.

## Stagione
- In Scottish League One l'Hamilton Academical si classifica al 2° posto (74 punti), dietro al Falkirk e davanti all'Alloa Athletic. Ai play-off batte in semifinale l'Alloa Athletic (5-4 complessivo) e vince la finale contro l'Inverness (vittorie per 2-1 in casa e per 2-3 in trasferta) ed è promosso in Championship.
- In Scottish Cup viene eliminato al terzo turno dal Kelty Hearts (0-2).
- In Scottish League Cup non supera la fase a gironi, classificandosi al secondo posto (9 punti) nel gruppo C dietro al Livingston e davanti a Cove Rangers, Brechin City e Clyde.

## Maglie e sponsor
| Casa | Trasferta |

## Rosa
| N. |                     | Ruolo | Calciatore        |
| -- | ------------------- | ----- | ----------------- |
| 1  | Scozia (bandiera)   | P     | Ryan Fulton       |
| 3  | Scozia (bandiera)   | D     | Jackson Longridge |
| 4  | Scozia (bandiera)   | D     | Lee Kilday        |
| 5  | Scozia (bandiera)   | D     | Jamie Hamilton    |
| 6  | Scozia (bandiera)   | D     | Jamie Barjonas    |
| 7  | Scozia (bandiera)   | C     | Euan Henderson    |
| 8  | Scozia (bandiera)   | C     | Scott Martin      |
| 9  | Scozia (bandiera)   | A     | Kevin O'Hara      |
| 10 | Giamaica (bandiera) | C     | Ahkeem Rose       |
| 11 | Scozia (bandiera)   | C     | Lewis Smith       |
| 12 | Scozia (bandiera)   | C     | Jake Hastie       |
| 14 | Scozia (bandiera)   | C     | Marley Redfern    |
| 15 | Scozia (bandiera)   | C     | Connor Murray     |
| 16 | Scozia (bandiera)   | D     | Kyle MacDonald    |

| N. |                             | Ruolo | Calciatore      |
| -- | --------------------------- | ----- | --------------- |
| 18 | Australia (bandiera)        | D     | Dylan McGowan   |
| 19 | Scozia (bandiera)           | A     | Andy Winter     |
| 21 | Scozia (bandiera)           | C     | Jake Davidson   |
| 22 | Scozia (bandiera)           | D     | Reghan Tumilty  |
| 24 | Scozia (bandiera)           | D     | Mikey Hewitt    |
| 25 | Scozia (bandiera)           | C     | Fergus Owens    |
| 27 | Scozia (bandiera)           | A     | Liam Morgan     |
| 28 | Scozia (bandiera)           | C     | Ben Williamson  |
| 29 | Irlanda del Nord (bandiera) | A     | Makenzie Kirk   |
| 30 | Inghilterra (bandiera)      | P     | Dean Lyness     |
| 31 | Scozia (bandiera)           | P     | Jamie Smith     |
| 33 | Scozia (bandiera)           | D     | Stephen Hendrie |
| 51 | Scozia (bandiera)           | P     | Josh Lane       |